# Coupe de la Ligue anglaise de football 2010-2011
Navigation
Édition précédente Édition suivante
La Coupe de la ligue anglaise de football 2010-2011 est la 51e édition de la Coupe de la ligue anglaise de football, connue également sous le nom de Carling Cup. Elle a vu la victoire de Birmingham City contre Arsenal par 2 buts à 1. Il s'agit du deuxième titre pour Birmingham.

## Premier tour
Le tirage au sort du premier tour a eu lieu le 16 juin. Les rencontres furent jouées du 9 au 11 août.
|    | Locaux              | Résultat   | Visiteurs          | Affluence |
| -- | ------------------- | ---------- | ------------------ | --------- |
| 1  | Hartlepool United   | 2 – 0      | Sheffield United   | 2 520     |
| 2  | Leicester City      | 4 – 3      | Macclesfield Town  | 6 142     |
| 3  | Walsall             | 0 – 1      | Tranmere Rovers    | 2 253     |
| 4  | Carlisle United     | 0 – 1      | Huddersfield Town  | 3 475     |
| 5  | Stockport County    | 0 – 5      | Preston North End  | 3 724     |
| 6  | Barnsley            | 0 – 1      | Rochdale           | 4 107     |
| 7  | Morecambe           | 2 – 0      | Coventry City      | 4 002     |
| 8  | Doncaster Rovers    | 1 – 2 a.p. | Accrington Stanley | 4 603     |
| 9  | Chesterfield        | 1 – 2      | Middlesbrough      | 6 509     |
| 10 | Peterborough United | 4 – 1      | Rotherham United   | 4 145     |
| 11 | Bradford City       | 2 – 1 a.p. | Nottingham Forest  | 5 175     |
| 12 | Leeds United        | 4 – 0      | Lincoln City       | 12 602    |
| 13 | Sheffield Wednesday | 1 – 0      | Bury               | 7 390     |
| 14 | Scunthorpe United   | 2 – 1      | Oldham Athletic    | 2 602     |
| 15 | Crewe Alexandra     | 1 – 0      | Derby County       | 3 778     |

|    | Locaux              | Résultat   | Visiteurs              | Affluence |
| -- | ------------------- | ---------- | ---------------------- | --------- |
| 1  | Exeter City         | 2 – 3 a.p. | Ipswich Town           | 4 520     |
| 2  | Southend United     | 3 – 2 a.p. | Bristol City           | 2 940     |
| 3  | Southampton         | 2 – 0      | AFC Bournemouth        | 17 135    |
| 4  | Brentford           | 2 – 1      | Cheltenham Town        | 2 049     |
| 5  | Queens Park Rangers | 1 – 3      | Port Vale              | 6 619     |
| 6  | Torquay United      | 0 – 1 a.p. | Reading                | 2 832     |
| 7  | Norwich City        | 4 – 1      | Gillingham             | 13 068    |
| 8  | Stevenage           | 1 – 2      | Portsmouth             | 4 236     |
| 9  | Shrewsbury Town     | 4 – 3      | Leyton Orient          | 3 700     |
| 10 | Cardiff City        | 4 – 1 a.p. | Burton Albion          | 6 080     |
| 11 | Northampton Town    | 2 – 0      | Brighton & Hove Albion | 2 431     |
| 12 | Swansea City        | 3 – 0      | Barnet                 | 6 644     |
| 13 | Plymouth Argyle     | 0 – 1      | Notts County           | 5 454     |
| 14 | Wycombe Wanderers   | 1 – 2 a.p. | Millwall               | 3 028     |
| 15 | Oxford United       | 6 – 1      | Bristol Rovers         | 5 008     |
| 16 | Milton Keynes Dons  | 2 – 1      | Dagenham & Redbridge   | 3 502     |
| 17 | Hereford United     | 0 – 3      | Colchester United      | 1 996     |
| 18 | Yeovil Town         | 0 – 1      | Crystal Palace         | 3 720     |
| 19 | Aldershot Town      | 0 – 3      | Watford                | 3 292     |
| 20 | Swindon Town        | 1 – 2      | Leyton Orient          | 4 450     |

## Deuxième tour
Ce tour marque l'entrée des 13 équipes de la Premier League qui ne sont pas engagées en compétition européenne.
Le tirage au sort du second tour a eu lieu le 11 août  à l'issue du premier tour. Les matchs furent joués du 24 au 26 août.
|    | Locaux                  | Résultat    | Visiteurs            | Affluence |
| -- | ----------------------- | ----------- | -------------------- | --------- |
| 1  | Accrington Stanley      | 2 – 3       | Newcastle United     | 4 098     |
| 2  | Portsmouth              | 1 – 1 (4-3) | Crystal Palace       | 8 412     |
| 3  | Leeds United            | 1 – 2       | Leicester City       | 16 509    |
| 4  | Wolverhampton Wanderers | 2 – 1 a.p.  | Southend United      | 10 284    |
| 5  | Blackburn Rovers        | 3 – 1       | Norwich City         | 9 235     |
| 6  | Milton Keynes Dons      | 4 – 3 a.p.  | Blackpool            | 7 458     |
| 7  | Tranmere Rovers         | 1 – 3       | Swansea City         | 2 450     |
| 8  | Everton                 | 5 – 1       | Huddersfield Town    | 28 901    |
| 9  | Peterborough United     | 2 – 1       | Cardiff City         | 3 806     |
| 10 | Reading                 | 3 – 3 (4-2) | Northampton Town     | 6 986     |
| 11 | Scunthorpe United       | 4 – 2       | Sheffield Wednesday  | 4 680     |
| 12 | Brentford               | 2 – 1       | Hull City            | 3 335     |
| 13 | Sunderland              | 2 – 0       | Colchester United    | 13 532    |
| 14 | Leyton Orient           | 0 – 2       | West Bromwich Albion | 2 349     |
| 15 | Morecambe               | 1 – 3       | Burnley              | 5 003     |
| 16 | Birmingham City         | 3 – 2       | Rochdale             | 6 431     |
| 17 | Crewe Alexandra         | 0 – 1 a.p.  | Ipswich Town         | 3 309     |
| 18 | Watford                 | 1 – 2       | Notts County         | 6 434     |
| 19 | West Ham United         | 1 – 0       | Oxford United        | 20 902    |
| 20 | Southampton             | 0 – 1       | Bolton Wanderers     | 10 251    |
| 21 | Bradford City           | 1 – 2 a.p.  | Preston North End    | 4 221     |
| 22 | Fulham                  | 6 – 0       | Port Vale            | 9 031     |
| 23 | Millwall                | 2 – 1       | Middlesbrough        | 6 704     |
| 24 | Stoke City              | 2 – 1       | Shrewsbury Town      | 11 995    |
| 25 | Hartlepool United       | 0 – 3       | Wigan Athletic       | 3 196     |

## Troisième tour
Ce tour marque l'entrée des 7 équipes de la Premier League engagées en compétition européenne.
Le tirage au sort a eu lieu le 28 août, et les seize rencontres les 21 et 22 septembre.
|    | Équipe à domicile       | Score1      | Équipe à l'extérieur | Spectateurs |
| -- | ----------------------- | ----------- | -------------------- | ----------- |
| 1  | Brentford               | 1 - 1 (4-3) | Everton              | 8 960       |
| 2  | Portsmouth              | 1 – 2       | Leicester City       | 8 327       |
| 3  | Stoke City              | 2 – 0       | Fulham               | 12 778      |
| 4  | Chelsea                 | 3 - 4       | Newcastle United     | 41 511      |
| 5  | Aston Villa             | 3 - 1       | Blackburn Rovers     | 18 753      |
| 6  | Tottenham Hotspur       | 1 – 4 a.p.  | Arsenal              | 35 883      |
| 7  | Millwall                | 1 – 2       | Ipswich Town         | 5 070       |
| 8  | Wolverhampton Wanderers | 4 – 2 a.p.  | Notts County         | 11 516      |
| 9  | Burnley                 | 1 – 0       | Bolton Wanderers     | 17 302      |
| 10 | Birmingham City         | 3 – 1       | Milton Keynes Dons   | 9 450       |
| 11 | Liverpool               | 2 - 2 (2-4) | Northampton Town     | 22 577      |
| 12 | Scunthorpe United       | 2 - 5       | Manchester United    | 9 077       |
| 13 | West Bromwich Albion    | 2 - 1       | Manchester City      | 10 418      |
| 14 | Sunderland              | 1 – 2       | West Ham United      | 21 907      |
| 15 | Peterborough United     | 1 – 3       | Swansea City         | 4 164       |
| 16 | Wigan Athletic          | 2 - 1       | Preston North End    | 6 987       |

## Quatrième tour
Le tirage au sort de ce 4e tour a eu lieu le 25 septembre 2010 et les matchs auront lieu le 25 octobre 2010. Le club le plus petit est Northampton Town qui est actuellement en Football League Two.
|   | Équipe à domicile | Score1      | Équipe à l'extérieur    | Spectateurs |
| - | ----------------- | ----------- | ----------------------- | ----------- |
| 1 | Newcastle United  | 0 - 4       | Arsenal                 | 33 157      |
| 2 | Birmingham City   | 1 - 1 (4-3) | Brentford               | 15 166      |
| 3 | Wigan Athletic    | 2 - 0       | Swansea City            | 11 705      |
| 4 | Aston Villa       | 2 - 1 a.p.  | Burnley                 | 34 618      |
| 5 | Leicester City    | 1 - 4       | West Bromwich Albion    | 16 957      |
| 6 | Manchester United | 3 - 2       | Wolverhampton Wanderers | 46 083      |
| 7 | West Ham United   | 3 - 1 a.p.  | Stoke City              | 25 304      |
| 8 | Ipswich Town      | 3 - 1       | Northampton Town        | 12 929      |

## Quarts de finale
| 30 novembre 2010 | Arsenal                          | 2 – 0 | Wigan Athletic | Emirates Stadium, Londres                                         |                                                                   |
| 19:45            | Alcaraz 42e (csc) · Bendtner 67e |       |                | Spectateurs : 59 525 Arbitrage : Martin Atkinson (West Yorkshire) | Spectateurs : 59 525 Arbitrage : Martin Atkinson (West Yorkshire) |
| 19:45            | Rapport                          |       |                | Spectateurs : 59 525 Arbitrage : Martin Atkinson (West Yorkshire) | Spectateurs : 59 525 Arbitrage : Martin Atkinson (West Yorkshire) |

| 1er décembre 2010 | Birmingham City                | 2 – 1 | Aston Villa    | St Andrew's, Birmingham                                 |                                                         |
| 19:45             | Larsson 12e (pen.) · Žigić 17e |       | Agbonlahor 30e | Spectateurs : 27 679 Arbitrage : Chris Foy (Merseyside) | Spectateurs : 27 679 Arbitrage : Chris Foy (Merseyside) |
| 19:45             | Rapport                        |       |                | Spectateurs : 27 679 Arbitrage : Chris Foy (Merseyside) | Spectateurs : 27 679 Arbitrage : Chris Foy (Merseyside) |

| 30 novembre 2010 | West Ham                       | 4 – 0 | Manchester United | Upton Park, Londres                                               |                                                                   |
| 19:45            | Spector 22e 37e · Cole 56e 66e |       |                   | Spectateurs : 33 551 Arbitrage : Mark Clattenburg (County Durham) | Spectateurs : 33 551 Arbitrage : Mark Clattenburg (County Durham) |
| 19:45            | Rapport                        |       |                   | Spectateurs : 33 551 Arbitrage : Mark Clattenburg (County Durham) | Spectateurs : 33 551 Arbitrage : Mark Clattenburg (County Durham) |

| 1er décembre 2010 | Ipswich Town   | 1 - 0 | West Bromwich Albion | Portman Road, Ipswich                                  |                                                        |
| 19:45             | Leadbitter 69e |       |                      | Spectateurs : 11 363 Arbitrage : Mike Jones (Cheshire) | Spectateurs : 11 363 Arbitrage : Mike Jones (Cheshire) |
| 19:45             | Rapport        |       |                      | Spectateurs : 11 363 Arbitrage : Mike Jones (Cheshire) | Spectateurs : 11 363 Arbitrage : Mike Jones (Cheshire) |

## Demi-finales

### Match aller
| 11 janvier 2011 | West Ham             | 2 - 1 | Birmingham City | Upton Park, Londres                                        |                                                            |
| 19:45           | Noble 14e · Cole 78e |       | Ridgewell 56e   | Spectateurs : 29 034 Arbitrage : Phil Dowd (Staffordshire) | Spectateurs : 29 034 Arbitrage : Phil Dowd (Staffordshire) |
| 19:45           | Rapport              |       |                 | Spectateurs : 29 034 Arbitrage : Phil Dowd (Staffordshire) | Spectateurs : 29 034 Arbitrage : Phil Dowd (Staffordshire) |

| 12 janvier 2011 | Ipswich Town | 1 - 0 | Arsenal | Portman Road, Ipswich                                            |                                                                  |
| 19:45           | Priskin 78e  |       |         | Spectateurs : 29 146 Arbitrage : Matin Atkinson (West Yorkshire) | Spectateurs : 29 146 Arbitrage : Matin Atkinson (West Yorkshire) |
| 19:45           | Rapport      |       |         | Spectateurs : 29 146 Arbitrage : Matin Atkinson (West Yorkshire) | Spectateurs : 29 146 Arbitrage : Matin Atkinson (West Yorkshire) |

### Match retour
| 25 janvier 2011 | Arsenal                                     | 3-0 | Ipswich Town | Emirates Stadium, Londres                                 |                                                           |
| 19:45           | Bendtner 61e · Koscielny 64e · Fàbregas 77e |     |              | Spectateurs : 59 387 Arbitrage : Mark Halsey (Lancashire) | Spectateurs : 59 387 Arbitrage : Mark Halsey (Lancashire) |
| 19:45           | Rapport                                     |     |              | Spectateurs : 59 387 Arbitrage : Mark Halsey (Lancashire) | Spectateurs : 59 387 Arbitrage : Mark Halsey (Lancashire) |

| 26 janvier 2011 | Birmingham City                        | 3-1 (a.p.) | West Ham | St Andrew's, Birmingham                                        |                                                                |
| 19:45           | Bowyer 59e · Johnson 79e · Gardner 94e |            | Cole 31e | Spectateurs : 27 519 Arbitrage : Howard Webb (South Yorkshire) | Spectateurs : 27 519 Arbitrage : Howard Webb (South Yorkshire) |
| 19:45           | Rapport                                |            |          | Spectateurs : 27 519 Arbitrage : Howard Webb (South Yorkshire) | Spectateurs : 27 519 Arbitrage : Howard Webb (South Yorkshire) |

## Finale
| Titulaires : |  |
| |  |
| 53 Wojciech Szczęsny · 03 Bacary Sagna · 20 Johan Djourou · 06 Laurent Koscielny 35e · 22 Gaël Clichy 52e · 17 Alexandre Song · 19 Jack Wilshere · 08 Samir Nasri · 07 Tomáš Rosický · 23 Andreï Archavine 77e · 10 Robin van Persie 69e · |  |
| Remplaçants : |  |
| 01 Manuel Almunia · 18 Sébastien Squillaci · 27 Emmanuel Eboué · 28 Kieran Gibbs · 15 Denílson · 29 Marouane Chamakh 77e · 52 Nicklas Bendtner 69e ·                                                                                       |  |
| Entraîneur : |  |
| Arsène Wenger |  |

| Titulaires : |  |
| |  |
| 26 Ben Foster · 02 Stephen Carr · 05 Roger Johnson · 28 Martin Jiránek · 06 Liam Ridgewell · 07 Sebastian Larsson 41e · 12 Barry Ferguson 90+4e · 18 Keith Fahey 83e · 08 Craig Gardner 50e · 04 Lee Bowyer · 19 Nikola Žigić 90+2e · |  |
| Remplaçants : |  |
| 01 Maik Taylor · 03 David Murphy · 21 Stuart Parnaby · 23 Jean Beausejour 50e · 09 Kevin Phillips · 10 Cameron Jerome 90+3e 90+2e · 17 Obafemi Martins 83e ·                                                                          |  |
| Entraîneur : |  |
| Alex McLeish |  |

| Titulaires : |  |
| |  |
| 53 Wojciech Szczęsny · 03 Bacary Sagna · 20 Johan Djourou · 06 Laurent Koscielny 35e · 22 Gaël Clichy 52e · 17 Alexandre Song · 19 Jack Wilshere · 08 Samir Nasri · 07 Tomáš Rosický · 23 Andreï Archavine 77e · 10 Robin van Persie 69e · |  |
| Remplaçants : |  |
| 01 Manuel Almunia · 18 Sébastien Squillaci · 27 Emmanuel Eboué · 28 Kieran Gibbs · 15 Denílson · 29 Marouane Chamakh 77e · 52 Nicklas Bendtner 69e ·                                                                                       |  |
| Entraîneur : |  |
| Arsène Wenger |  |

| Titulaires : |  |
| |  |
| 26 Ben Foster · 02 Stephen Carr · 05 Roger Johnson · 28 Martin Jiránek · 06 Liam Ridgewell · 07 Sebastian Larsson 41e · 12 Barry Ferguson 90+4e · 18 Keith Fahey 83e · 08 Craig Gardner 50e · 04 Lee Bowyer · 19 Nikola Žigić 90+2e · |  |
| Remplaçants : |  |
| 01 Maik Taylor · 03 David Murphy · 21 Stuart Parnaby · 23 Jean Beausejour 50e · 09 Kevin Phillips · 10 Cameron Jerome 90+3e 90+2e · 17 Obafemi Martins 83e ·                                                                          |  |
| Entraîneur : |  |
| Alex McLeish |  |